# Sîngerei
Sîngerei este un oraș situat în nordul Republicii Moldova, reședința raionului Sîngerei, la aproximativ 25 km sud-est de municipiul Bălți.

## Etimologie
Numele orașului provine de la diminutiv cu formă de plural al apelativului „sânger” (derivat regresiv din verbul a sângera, lat. sanguinare) - arbust cu ramuri purpurii toamna și iarna, cu flori albe și fructe negre, toponimul redând o particularitate a vegetației din partea locului.
Această etimologie floronimică se confirmă și documentar. Imediat după actul citat de la 1584, unde numele apare sub forma „Sângirei”, găsim în aceeași zonă geografică forma „Sângeri”, precum și microtoponimcle „Redul Sângerilor”, „vârful Sângereilor”. Ulterior, se întâlnesc și formele „Sângereni” și „Sângereia”.

## Geografie
Sângerei este situat pe malul stâng al râului Ciulucul-Mare și pe automagistrala Chișinău – Cernăuți, la 114 km de capitala republicii și la 26 km de stația de cale ferată Bălți.
Orașul Sângerei are o suprafață de 83,37 km², cea mai mare parte fiind constituită din terenuri cu destinație agricolă, care ocupă în jur de 5.700 ha sau circa 70%.
Resursele acvatice ale orașului sunt formate de râul Ciulucul Mare, care intersectează orașul, și de 8 iazuri și heleșteie cu o suprafață totală de peste 50 ha, cel mai mare iaz are o suprafață de 21,6 ha.
Din arealul toponimic Sângerei fac parte actualele nume de locuri: Dealul Poștei, Drumul Poștei, La Poștă, Podul Poștei, Șleahul Poștei.

## Istorie

### Atestare
Pentru prima dată, Sângerei este menționat într-un document din 1584:
„Din mila lui Dumnezeu, Io Petru voievod, domn al Țării Moldovei. Facem cunoscut cu această carte a noastră tuturor celor care o vor vedea sau o vor auzi citindu-se, că a venit înaintea noastră și înaintea boierilor noștri moldoveni, mari și mici, Nastasia, fiica popii Roman, de bunăvoia ei, nesilită de nimeni, nici asuprită și a vândut dreapta sa ocină și cumpărătură, din partea tatălui ei, popa Roman, jumătate din satul Sângirei și o parte la moară, din privilegiul de cumpărătură ce a avut tatăl ei de la Bogdan voievod; aceea a vândut-o unchiului său, slugii noastre Bratul fost pitar, pentru 70 de zloți tătărești.

... 
 
Iar după viața noastră, cine va fi domn dintre copiii noștri sau din neamul nostru său, iarăși, pe oricine îl va alege Dumnezeu să fie domn al Țării noastre a Moldovei, acesta să nu-i clintească dania noastră și întărirea, ci să-i dea și să-i întărească, pentru că îi sunt drepte ocine și cumpărătură, pentru bani proprii.
 
Iar pentru mai mare putere și întărire a tuturor celor mai sus scrise, am poruncit credinciosului și cinstitului nostru boier, pan Stroici mare logofăt, să scrie și să lege pecetea noastră la această adevărată carte a noastră.
 
A scris Ieremia Baseanul, la Iași, în anul 7092 <1584>, Martie 20.”

### În componența Moldovei
Informații suplimentare: Principatul Moldovei
În anul 1675, ultimul deținător de moșii din Sângerei, Ioan Kalmuțki, s-a refugiat în Polonia împreună cu Ștefan Vodă Petriceico și acolo a fost recunoscut nobil polonez de regele Ioan al III-lea al Poloniei. 
În anul 1797 a fost ridicată o biserică de lemn, acoperită cu șindrilă, bogată în ustensile bisericești și cărți religioase, fiind în componența Episcopiei Hușilor.
Condica liuzilor din anul 1803, atesta satul Sângerei din ținutul Soroca, ocolul Peste Răut, pământ îndestulat, moșia satului aparținând doamnei Zoia Moruz, numărând 126 de oameni birnici (capi de familie/gospodării) care plăteau un tribut anual sumar în valoare 2156 lei.

### Imperiul țarist
Informații suplimentare: Gubernia Basarabia
După anexarea Basarabiei la Rusia, proprietara  moșiei Sângerei devine familia Keșco, care a deținut această proprietate pian la mijlocul sec. XIX. Ultimii proprietari ai moșiei Sângerei, au fost din familia Kalmuțki, care au deținut-o până la reforma agrară din 1919. Prima școală primară s-a deschis în localitate în anul 1903.
În secolul XIX făcea parte din volostea Chișcăreni. În 1902 în Sângerei erau 402 case, cu o populație de 2006 persoane; o biserică, cu hramul sf. Nicolae, școală elementară rusească; 86 vite mari. Țăranii posedă pământ de împroprietărire 2304 des. Proprietarul, V. Calmutski, avea aici un domeniu de 7655 desetine, împrejurul satului erau vii și grădini cu pomi.

### În componența României Mari
Informații suplimentare: Unirea Basarabiei cu Româniași Basarabia în cadrul României Mari
Anuarul Eparhiei Chișinăului și Hotinului din 1922 notează în Sângerei 600 gospodării de țărani români. De asemeni, în calitate de preot la Biserica Sfântul Gheorghe slujea David Nagacevschi, din anul 1903 (activând în domeniul sfânt din 1895). Cântăreț era Gheorghe Puscariu, de 42 ani, fiind în serviciu sacru la aceeași biserică începând cu anul din 1911.
În perioada interbelică Sângerei a fost centru de comună, în cadrul județului Bălți, plasa Slobozia Bălți, alcătuită din satele Biliceni, Bilicenii Noui, Vrănești, inclusiv reședința comunei.
     Români (92%)
     Evrei (3,6%)
     Ruși (1,5%)
     Alte etnii (2,9%)
În anul 1923, în târgul Sângerei sunt înregistrate 750 clădiri, 860 gospodării, 1085 bărbați și 1285 femei. Săptămânal se organizează un târg în ziua de luni. În domeniul agricol activau două grădini de zarzavat, două cooperative agricole, cooperativa de consum „Unirea”, o moară cu aburii, oloiniță cu cai. În domeniul socio-administativ funcționau o școală primară mixtă (fete și băieți), biserică ortodoxă, casă de rugăciuni baptistă, post de jandarmi, agent sanitar, poștă rurală, primărie.
În 1924, 3060 locuitori, primarul comunei Sângerei era Bolohan Vasile, notar: Gucicovschi Gheorghe, preot-paroh: Nagacevschi David, învățător: Cucoș Gheorghe, două băcănii, 1 bancă populară - Cooperativa de credit „Sângerei”, (președinte Meanu R.), 3 cârciumi (Cantargiu, Mirciu, Sporniac), 1 moară cu aburi, 1 moară de ulei, deținători de moșii: Callmuțchi - 100 ha.
La recensământul general al populației din 1930 au fost numărați 3944 de locuitori, inclusiv: români – 3628 persoane; germani - 1 persoană; ruși – 58 oameni; ucraineni - 7; polonezi – 9 persoane; evrei - 144 persoane, armeni - 5 persoane, romi - 89 persoane și 3 locuitori de alte etnii. Limba română, în calitate de limba maternă, și-au declarat 3670 persoane; limba germană – 1 persoană; limba rusă – 64 peroane; limba ucraineană - 7 persoane; limba idiș – 144 persoane;  și limba poloneză – 9 persoane.
În anii 30 ai secolului XX în domeniul comerțului funcționau 9 băcănii, populația era deservită de diverși meseriași: 3 blănari, 4 cizmari, 4 croitori, 2 dogari, 3 dulgheri, 7 fierari, 1lăcătuși, 3 măcelari, 1 mecanic, 1 medic, 1 morar, 1 rotar, 2 tâmplari, 1 fabrică de ulei vegetal. Aici activau și viticultorii Dumitru Bagireanu (proprietar al 2 ha vie), Ștefan Doagă (2 ha vie), Vasile Zoiț (2 ha vie); agricultorul Șoil Dimentber (proprietar al 100 ha).
La finele perioadei interbelice era 2 școli primare. La Școala de băieți erau înscriși în catalog 346 de elevi (1933), învățători: Dummitru Stârcea, Gheorghe Cucoș, Neculae Mocanu, Maria Eladi, Vasile Șelaru. La Școala de fete înscrise în catalog 191 de eleve, învățători: Ecaterina Haralamb, Ecaterina Dendrino, Ecaterina Gâlcă, Valentina Teodorov. Școala de copii mici rurală era frecventată de 50 de copii (1933), învățătoare: Ana Mocanu.

### Anii celui de-al Doilea Război Mondial
Informații suplimentare: Operațiunea München
În vara anului 1940, România este impusă să cedeze URSS-ului Basarabia și nordul Bucovinei, astfel Sângereiul ajunge să fie guvernat de sovietici.
La recensământul din 1941 se înregistrează (împreună cu cătunul Bruma) 4541 de locuitori și 1024 de clădiri.

### Perioada sovietică
Informații suplimentare: Republica Sovietică Socialistă Moldovenească
La 28 martie 1944 trupele sovietice au intrat în oraș.
     Moldoveni și români (81,9%)
     Ucraineni (9,7%)
     Ruși (6,3%)
     Alte etnii (9,1%)
La 7 aprilie 1965 capătă denumirea de Lazovsk, în numele revoluționarului Serghei Lazo. În 1973 populația localității a constituit 10,6 mii locuitori. În perioada sovietică la Sângerei funcționa o fabrică de vinuri, o fabrică de pâine, o secției a fabricii de covoare din Orhei, o secție a asociației „Lapte” din Bălți, combinatul de întreprinderi comunale, combinatul de deservire socială, tipografie, direcția intercolhoznică de construcții, o filială a coloanei motorizate nr. 81, sector de reparații și construcții, stație de incubație, baza de transporturi auto ATB-35. În Sângerei se afla sediul colhozului „Bagrin”. În 1972 producția globală a constituit 5,8 milioane de lei, producție realizată - 4,56 mln. lei, inclusiv viticultura și pomicultura - 1114,0 mii lei, creșterea animalelor - 1348 mii lei, culturi tehnice - 1292 mii lei, cereale - 376 mii lei. Venitul net obținut în 1972 a fost de 1,51 mln. lei. La începutul anilor 1970 gospodăria locală dispunea de 116 tractoare, 34 combine și 32 autocamioane.
Instituții de învățământ în anii 1970: 2 școli medii, școală sportivă, școală de muzică, 4grădinițe. De asemenea, în Sângerei activau: casă de cultură, cinematograf, 2 cluburi, casă de creație, 4 biblioteci, librărie, restaurant, 3 cafenele, hotel, nod de telecomunicații, magazin universal. Ocrotirea sănătății populației era asigurată de un spital raional cu 120 de paturi, policlinică, 3 puncte medicale, farmacii.
În 1989, numărul populației a fost de 14717 oameni, inclusiv 12063 de moldoveni și români; 1434 de ucraineni; 930 de ruși; 13 găgăuzi, 14 bulgari și de alte etnii - 263 de locuitori.

### După declararea independenței Moldove
Din anul 2001, Sângerei are legături de înfrățire cu orașul Hârlău din România.

## Demografie
Moldoveni și români (93,1%)
     Ucraineni (4,3%)
     Ruși (1,9%)
     Alte etnii (0,7%)
| An   | Populație |
| ---- | --------- |
| 1817 | 254       |
| 1855 | 1.499     |
| 1859 | 1.344     |
| 1875 | 1.233     |
| 1897 | 1.978     |
| 1904 | 2.006     |
| 1930 | 3.944     |
| 1941 | 4.541     |
| 1959 | 4.260     |
| 1969 | 6.943     |
| 1970 | 10.149    |
| 1979 | 12.363    |
| 1989 | 14.717    |
| 2004 | 12.903    |
| 2014 | 12.465    |

### Structura etnică
Structura etnică a orașului conform recensământului populației din 2004:
| Grup etnic | Populație | % Procentaj |
| ---------- | --------- | ----------- |
| Moldoveni  | 11.505    | 90,83%      |
| Ucraineni  | 697       | 5,50%       |
| Ruși       | 382       | 3,02%       |
| Alții      | 83        |             |
| Total      | 12.667    | 100%        |

Conform datelor recensământului din 2014, orașul Sîngerei (inclusiv satul Vrănești) avea 12.465 locuitori, 48,17% bărbați și 51,83% femei.
| Grup etnic | Populație | % Procentaj |
| ---------- | --------- | ----------- |
| Moldoveni  | 10.716    | 87.8%       |
| Români     | 651       | 5.3%        |
| Ucraineni  | 536       | 4.3%        |
| Ruși       | 235       | 1.89%       |
| Bulgari    | 7         | 0,06%       |
| Găgăuzi    | 6         | 0,05%       |
| Alții      | 309       | 2,48%       |
| Total      | 12.465    | 100%        |

     Limba română (91,4%)
     Limba rusă (5,5%)
     Limba ucraineană (0,4%)
     Altele/nedeclarate (2,7%)
Limba vorbită de obicei (2014): limba română - 11.392 pers.; limba rusă - 685 pers.; limba ucraineană - 53 pers.; altele/nedeclarate - 333 pers.

## Administrație și politică
Primarul orașului Sîngerei este Arcadie Covaliov (Partidul Acțiune și Solidaritate), reales în noiembrie 2023.
Componența Consiliului local Sîngerei (23 de consilieri), ales la 5 noiembrie 2023, este următoarea:
|  | Partid                                        | Consilieri | Componență | Componență | Componență | Componență | Componență | Componență | Componență | Componență | Componență | Componență | Componență | Componență | Componență | Componență |
|  | --------------------------------------------- | ---------- | ---------- | ---------- | ---------- | ---------- | ---------- | ---------- | ---------- | ---------- | ---------- | ---------- | ---------- | ---------- | ---------- | ---------- |
|  | Partidul Acțiune și Solidaritate              | 14         |            |            |            |            |            |            |            |            |            |            |            |            |            |            |
|  | Partidul Socialiștilor din Republica Moldova  | 4          |            |            |            |            |            |            |            |            |            |            |            |            |            |            |
|  | Partidul Acasă Construim Europa               | 2          |            |            |            |            |            |            |            |            |            |            |            |            |            |            |
|  | Partidul Liberal Democrat din Moldova         | 1          |            |            |            |            |            |            |            |            |            |            |            |            |            |            |
|  | Candidat independent VASILE GRAMĂ             | 1          |            |            |            |            |            |            |            |            |            |            |            |            |            |            |
|  | Partidul Dezvoltării și Consolidării Moldovei | 1          |            |            |            |            |            |            |            |            |            |            |            |            |            |            |

## Simboluri

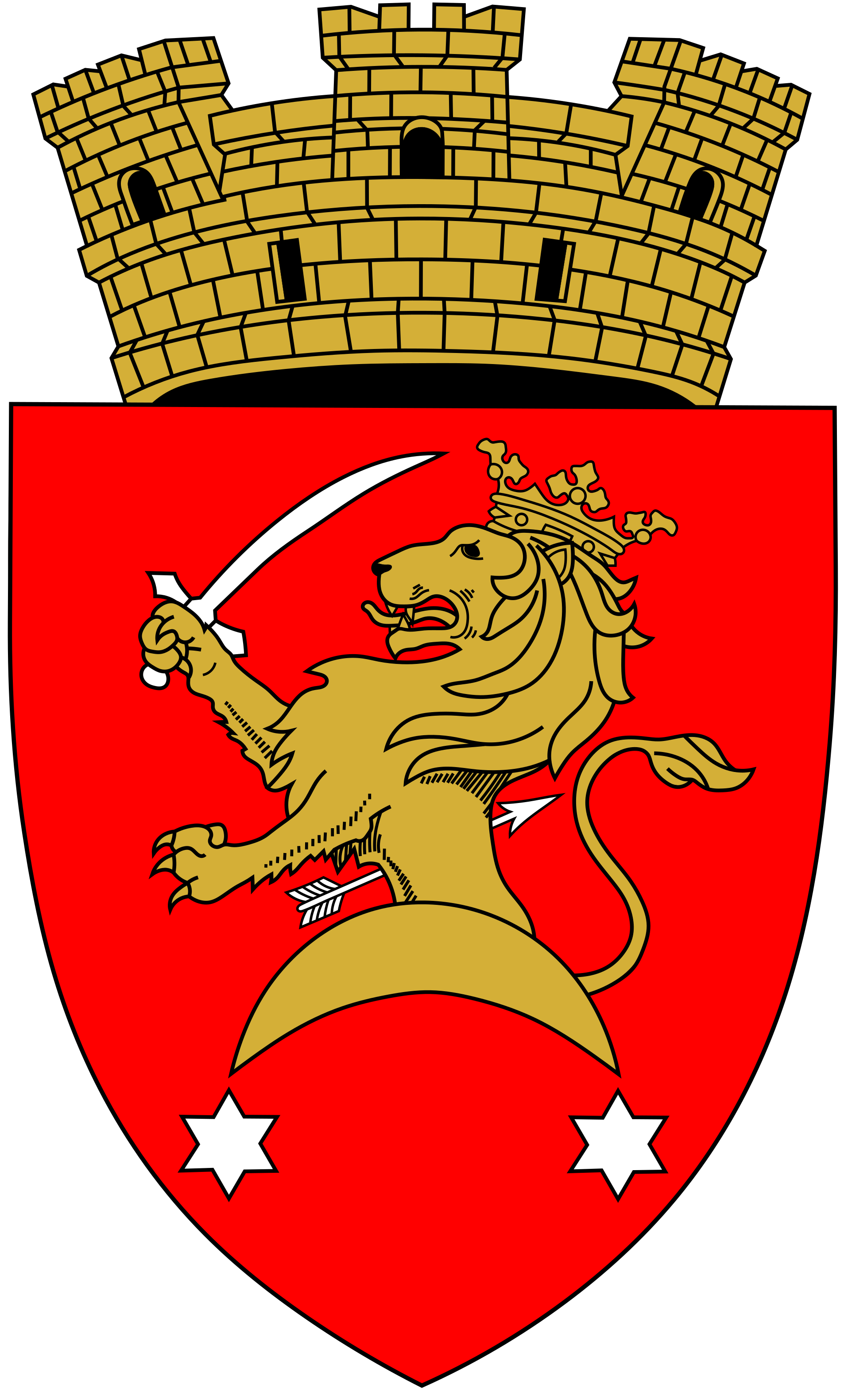
Stema orașului Sângerei

Stema reprezintă un fundal roșu, un leu încoronat, de aur, străpuns de o săgeată de argint, ținând în laba dreaptă anterioară o sabie curbă de același metal și ieșind dintr-o semilună răsturnată care asuprește două stele cu 6 raze în fascie, toate de asemenea de argint. Scutul timbrat de o coroană murală de aur cu trei turnuri.
Drapelul orașului Sângerei reprezintă o pânză dreptunghiulară (2:3) roșie, având în centru un leu încoronat, galben, străpuns de o săgeată albă, ținând în laba dreaptă anterioară o sabie curbă de aceeași culoare și ieșind dintr-o semilună răsturnată care asuprește două stele cu 6 raze în fascie, toate de asemenea albe.

### Semnificație
Culoarea roșie a scutului se referă aici, în primul rând, la originea denumirii orașului: sângerei - sângerei - sânger - a sângera - sânge.
Smalțurile mobilelor de scut de culoare aurie sunt asociate cu Soarele și topazul și substituit cu galben și simbolizează lumina, inteligența, prestigiul, virtutea, măreția, bogăția și puterea.
Leul  simbolizează vigilența, puterea, generozitatea, suveranitatea, ultimele trei semnificații fiind întărite și prin amplasarea coroanei pe capul leului.
Sabia și săgeata - elemente împrumutate din categoria armelor cavalerești - se referă direct la câmpul de luptă. Sabia are puterea să dea sau să ia viața și cere să mânuită cu inteligență și calm. Săgeata, asociată cu iuțeala și pătrunderea, este mânată de forța destinului și nu poate fi dirijată decât într-o măsură neînsemnată. 
Semiluna și stelele sunt elemente preluate din lumea astrelor. Luna este cea care influențează neliniștea umană. Ea se asociază cu cultul Fecioarei, cruciadele, lumina rece. Este omniprezentă în heraldica românească și europeană în general, la fel ca și steaua, de altminteri, care se asociază la rândul ei cu eternitatea, zeificarea și dăinuirea. Simbol al spiritului, steaua străpunge întunericul și materialul, născând știința și cunoașterea, cea cu șase raze, în particular, marcând îmbrățișarea spiritului cu materia și întrepătrunderea principiilor activ și pasiv în Univers. 
Coroana murală de aur cu trei turnuri simbolizează statutul orașului Sângerei în ierarhia localităților Republicii Moldova, în calitate reședință de raion.

## Economie
Orașul Sângerei este o localitate urbană cu un potențial economic ridicat, datorită numărului destul de mare de agenți economici puternici din teritoriu. În prezent, în oraș activează circa 800 agenți economici. Numărul lor s-a mărit în ultimii trei ani considerabil în mare măsură datorită creșterii numărului întreprinderilor individuale și cel mai mult datorită creșterii numărului agenților economici care activează în bază de patentă. Agenții economici mari sunt principalii actori ai economiei locale, care asigură în primul rând locuri de muncă, iar în al doilea rând contribuie la formarea bugetului local. Unul din principalii agenți economici este societatea pe acțiuni „Fabrica de vinuri Sângerei” care funcționează din anul 1956. Principalul gen de activitate este prelucrarea strugurilor și a merelor. În prezent, fabrica prelucrează de la 2,5 la 5 mii tone struguri pe an. În ultimii 5 ani pe teritoriul fabricii s-au deschis secții de îmbuteliere a uleiului de floarea soarelui, câteva întreprinderi printre care Î.M. „Bel-Alco”, „Vinagroprofit” S.R.L.
Recent și-a început activitatea întreprinderea „Gelibert” S.R.L., unul din cei mai importanți producători și distribuitori de sucuri din republică. În prezent producția întreprinderii este de peste 15 mln. lei anual și a crescut față de anul 2001 mai mult de 7 ori. Deservirea socială a populației este efectuată de mai mulți agenți economici printre care societatea pe acțiuni „Buna dispoziție”, care are o cifră de afaceri de 260 mii lei anual.
În agricultură în prezent activează 43 de gospodării agricole și mai mulți agenți economici. Unul dintre cei mai importanți agenți economici este societatea cu răspundere limitată „Agro-Sângerei”, care are o cifră de afaceri de peste 10 mln. lei. Achiziționarea producției agricole este efectuată de întreprinderea cooperatistă de colectare a producției și comerț „Colprodcoop” care are o cifră de afaceri de circa 10 mln. lei anual. Pe teritoriul orașului funcționează 7 unități de alimentație publică, 1 piață și o rețea vastă de unități de comerț cu amănuntul. De  asemenea în oraș sunt filiale a 3 bănci comerciale și a unei companii de asigurări. Serviciile de consultanță juridică sunt prestate de 3 centre de profesie.

### Finanțele publice locale
Veniturile bugetului local au înregistrat creșteri continui în ultimii ani. Este notoriu faptul că această creștere în mare măsură se datorează creșterii volumului de defalcări, ceea ce indică o înviorare a economiei locale. Totodată veniturile publice locale s-au caracterizat și prin modificări calitative. Astfel în ultimii ani a crescut ponderea defalcărilor, în mod special în anul 2001 și s-a diminuat considerabil cota transferurilor în structura  veniturilor publice locale. Analiza structurii cheltuielilor relevă o pondere foarte mare a cheltuielilor pentru educație în structura cheltuielilor publice locale. Această stare de lucruri denotă posibilitățile foarte restrânse ale autorităților publice locale de a soluționa probleme de interes local și în mod special de a aloca resurse pentru dezvoltarea infrastructurii și a gospodăriei comunale.

## Social
Sistemul de învățământ este format din 4 instituții preșcolare, un gimnaziu(„Anton Crihan”, fosta școală medie nr. 2) și 3 licee: Liceul Teoretic „Olimp”(fosta școală medie nr. 3), Liceul Teoretic „Mihai Eminescu”, Liceul Teoretic „Dimitrie Cantemir”(fosta școală medie nr. 1, școala rusă), Casa de creație și Agrement, Casa raională de Cultură „Nicolae Iorga”.
Sistemul de ocrotire a sănătății este format din 7 instituții medicale: un spital, un centru al medicilor de familie și altele. Pe teritoriul orașului funcționează 5 farmacii. În sistemul de ocrotire a sănătății lucrează 100 de medici și 230 personal mediu medical. Instituțiile culturale ale orașului sunt reprezentate de Muzeul de Istorie si Etnografie, de o bibliotecă publică și o casă de cultură. Din anul 1955 în oraș funcționează orchestra populară de fanfară – din 1980 Colectiv Artistic Emerit din republică. Ansamblul model „Busuioc moldovenesc” a fost înființat în anul 1964, iar în anul 1989 ocupă locul I la concursul republican. Orașul dispune de 4 construcții sportive. Echipa de copii de fotbal participă în campionatele naționale și în diverse turnee internaționale.

## Personalități

### Născuți în Sîngerei
- Vasile Gafencu (1886–1942), politician român, deputat în Sfatul Țării
- Anton Crihan (1893–1993), avocat, economist, politician (deputat în Sfatul Țării), profesor și publicist român basarabean
- Valeriu Gafencu (1921–1952), legionar, supranumit „Sfântul închisorilor” de Nicolae Steinhardt
- Ion Hadârcă (n. 1949), poet, fost deputat în Parlamentul Republicii Moldova
- Petru Hadârcă (n. 1963), actor și regizor, fost director al teatrului național „Mihai Eminescu”
- Gheorghe Brașovschi (n. 1964), agronom și om politic
- Vitalie Nagacevschi (n. 1965), avocat, fost deputat în Parlamentul RM
- Gheorghe Ovseanicov (n. 1985), fotbalist
- Vadim Bolohan (n. 1986), fotbalist